# Radio Catalana
Radio Catalana fue una emisora de radio de Barcelona, España. Inició sus emisiones en 1925, siendo una de las pioneras de la radio española y la segunda estación en emitir en la capital catalana. Funcionó hasta 1929, cuando fue absorbida por Unión Radio (actual Cadena SER).

## Historia
Radio Catalana fue creada por el industrial de origen alemán Eduard Hugo Heusch Schmal (1865-1937), quien era propietario de varios negocios con sede en España, como la industria de perlas de imitación Majorica, en Manacor o la empresa La Metalúrgica Española, en Barcelona. El 30 de enero obtuvo la concesión para emitir en los 462 de la onda media.
EAJ-13 Radio Catalana inició oficialmente sus emisiones el 20 de junio de 1925 en Barcelona. Hasta ese momento, EAJ 1 - Ràdio Barcelona era la única que salía al aire en la capital catalana. Empezó así la competencia entre ambas emisoras, que se agravó en enero de 1926, cuando Radio Catalana obtuvo autorización para emitir en las mismas horas que Ràdio Barcelona, lo que a menudo provocaba interferencias entre ambas cadenas.
Radio Catalana tenía su sede la calle de París de Barcelona, en una fábrica propiedad de la familia Heusch. Tenía su propia orquesta, editaba una revista para sus asociados y se financiaba mediante las cuotas de los suscriptores y la publicidad.
Pero la entrada de Ràdio Barcelona en la cadena de origen madrileño Unión Radio fortaleció a la emisora decana, que mejoró su programación y sus medios técnicos. En mayo de 1929 Radio Catalana paralizó temporalmente sus emisiones para poner en marcha un nuevo emisor más potente, de 60 kW, aunque Ràdio Barcelona ya había logrado la hegemonía en las ondas barcelonesas. Finalmente, en junio de 1929 Radio Catalana acordó su fusión con Unión Radio. La cadena se quedó las instalaciones y la licencia de Radio Catalana, mientras que Heusch entró en el consejo de administración de Unión Radio. El equipo emisor de Radio Catalana pasó a Unión Radio Madrid y el indicativo EAJ-13, tras intentar trasladarlo a Radio Valencia, acabó adjudicado a Radio Mallorca.